# Президент Республики Крым
Президент Республики Крым — высшая государственная должность Республики Крым (согласно Конституции Украины также сохранялось название Крымская АССР, затем переименована в Автономную Республику Крым) в составе Украины. Должность формально существовала в период с 6 мая 1992 по 17 марта 1995 год. Единственным президентом был Юрий Александрович Мешков (c 4 февраля 1994 года по 17 марта 1995 года).

## История
Ещё 26 февраля 1992 года по решению Верховного Совета Крымской АССР республика была переименована в Республику Крым. Уже 5 мая 1992 года Верховным Советом Крыма был принят акт о провозглашении государственной самостоятельности Республики Крым — создании суверенного государства Республика Крым, а 6 мая 1992 года на седьмой сессии Верховного Совета была принята Конституция Республики Крым, определяющая Республику Крым демократическим государством в составе Украины и город Севастополь — городом с особым статусом и неотъемлемой частью Крыма. 14 июня 1993 года Верховный Совет Крыма принял закон о президенте Республики Крым, а 4 февраля 1994 года первым президентом был избран Юрий Александрович Мешков.
Верховная рада Украины признала Республику Крым как «автономную составную часть Украины, самостоятельно решающую вопросы, отнесённые к её ведению Конституцией и законами Украины» (статья 1 Закона о статусе автономной Республики Крым от 29 апреля 1992 года № 2299-XII). В июне 1992 года закон Украины о статусе Республики Крым был пересмотрен и предусматривал, что республика «самостоятельно решает вопросы, отнесенные к её ведению Конституцией Украины, Конституцией Республики Крым и настоящим Законом.», однако устанавливалось, что «Конституция Республики Крым не может противоречить Конституции Украины, её основным принципам демократического, правового, политического строя, обеспечению прав и свобод человека».
21 сентября 1994 года Верховная рада внесла изменение в Конституцию, переименовав крымскую автономию в Автономную Республику Крым.
В результате возникшего конституционного конфликта 17 марта 1995 года Верховная рада Украины законом «Об отмене Конституции и некоторых законов Автономной Республики Крым» отменила Конституцию Республики Крым 1992 года и упразднила должность президента Республики Крым.